# Eddie Gill
Edward Gill III, detto Eddie (Aurora, 16 agosto 1978), è un ex cestista statunitense, professionista nella NBA, in Europa e in Australia.

## Carriera
Uscito nel 2000 da Weber State University, Gill non venne selezionato al Draft NBA di quell'anno, dunque iniziò la sua carriera post universitaria con i Las Vegas Silver Bandits nella lega IBL e con i Kansas City Knights nella lega ABA. Il 29 marzo 2001 venne chiamato dalla sua prima squadra NBA, i New Jersey Nets, con cui firmò un contratto di dieci giorni seguito da un altro accordo della stessa durata. Il 15 aprile 2001, durante la gara esterna contro i Boston Celtics, Gill realizzò il punto 8 000 000 nella storia della NBA. In otto partite con i Nets ebbe medie pari a 4,9 punti, 1,1 rimbalzi, 3,0 assist e 1,3 palle perse.
Nell'aprile 2001, sul finire della regular season, venne ingaggiato dalla Fortitudo Bologna come rinforzo in vista dei play-off, i quali videro i biancoblù arrivare fino alle finali scudetto perse contro i concittadini della Virtus Bologna. Tra una partita di regular season e nove di play-off, Gill viaggiò a 10,9 punti nei 25,5 minuti concessigli da coach Carlo Recalcati.
Nell'autunno 2001 riprese a giocare con i Kansas City Knights in ABA, ma poi a febbraio arrivò una nuova chiamata dalla NBA, in questo caso dai Memphis Grizzlies, che lo tesserarono prima per dieci giorni e poi per il resto della stagione. Questa parentesi si concluse con 5,0 punti, 1,2 rimbalzi, 2,1 assist e 1,5 palle perse di media in ventitré presenze.

Gill a Reggio Emilia nel 2003

Dal novembre 2002 al febbraio 2003 fece parte degli Asheville Altitude della lega di sviluppo NBA Development League. Proprio nel febbraio 2003 Gill tornò in Italia ingaggiato dalla Pallacanestro Reggiana, formazione militante in Legadue ovvero la seconda serie nazionale. Le sue medie con gli emiliani a fine anno furono di 14,3 punti in otto gare di regular season e di 13,8 nelle cinque gare dei play-off che costarono l'eliminazione al primo turno contro Jesi.
Gill cominciò poi la stagione 2003-2004 in Grecia allo Ionikos Neas Filadelfeias rimanendovi per sei partite, poi tornò in patria per disputare 25 partite con i Dakota Wizards della CBA con una media di 18,1 punti e 8,0 assist. Il 5 febbraio 2004 fece ritorno in NBA come free agent, chiamato dai Portland Trail Blazers. In 22 partite mantenne una media di 2,3 punti, 0,8 rimbalzi e 0,7 assist.
Il 24 giugno 2004 venne ceduto da Portland ai New Jersey Nets, franchigia che però lo svincolò il 6 luglio. Qualche giorno più tardi, il 28 luglio, Gill firmò come free agent con gli Indiana Pacers. Nella stagione 2004-2005 disputò con i Pacers 73 partite di regular season, iniziando da titolare in tre occasioni, e mantenne una media di 3,7 punti, 1,5 rimbalzi e 1,1 assist. Il 1º dicembre, contro i Los Angeles Clippers, Gill segnò il suo massimo stagionale di 21 punti. Fece il suo debutto nei play-off il 23 aprile 2005, nella prima partita del primo turno contro i Boston Celtics. Nella stagione 2005–2006 con gli stessi Pacers, invece, Gill giocò 41 partite con una media di 1,1 punti, 0,4 rimbalzi e 0,3 assist.
Nella stagione 2006-2007 Gill giocò nuovamente all'estero, questa volta con la Dinamo Mosca. Oltre che il campionato russo disputò anche l'Eurolega, competizione in cui registrò una media di 6,2 punti e 1,4 assist.
Il 1º ottobre 2007 Gill firmò nuovamente con i New Jersey Nets, ma venne svincolato il 25 ottobre. Successivamente si accordò con i Colorado 14ers della NBA Development League ma, ancor prima dell'inizio del torneo, il 16 novembre i Nets riaccolsero Gill a causa di un infortunio alla coscia occorso a Darrell Armstrong. In questa parentesi con i Nets, Gill viaggiò ad una media di 2,9 punti, 1,7 rimbalzi e 1,6 assist, ma fu nuovamente svincolato il 12 dicembre. Ritornò dunque ai Colorado 14ers, con cui giocò trentasette partite ad una media di 18,0 punti, 5,1 rimbalzi e 8,5 assist. Il 24 marzo 2008 i Seattle SuperSonics firmarono Gill con un contratto di dieci giorni a causa di una rosa ridotta. Scese in campo in un'occasione, il 24 marzo contro i Portland Trail Blazers, poi il 3 aprile il contratto scadde e non venne rinnovato.
Nell'estate 2008 Gill firmò ancora una volta con i New Jersey Nets, ma fu svincolato il 24 ottobre insieme ad altri tre giocatori prima dell'inizio della stagione. Durante le sei partite di preseason aveva registrato una media di 4,5 punti e 1 assist. Gill tornò ai Colorado 14ers l'8 dicembre. Il 9 febbraio 2009, i Milwaukee Bucks, alle prese con una rosa ridotta a causa degli infortuni, firmarono Gill con un contratto di dieci giorni. Il 20 febbraio gli fu offerto un secondo contratto di dieci giorni. In sei partite con i Bucks, Gill mantenne una media di 2,8 punti e 1,8 assist in 7,2 minuti per partita. La sua esperienza con Milwaukee rappresentò l'ultima apparizione di Gill in NBA. La sua ultima partita NBA si disputò il 25 febbraio 2009, in una sconfitta per 96–116 contro i Dallas Mavericks. In quell'incontro, Gill giocò per circa cinque minuti e mezzo, facendo registrare due assist e un rimbalzo.
Con i Colorado 14ers Gill disputò quaranta partite in quella stagione, con una media di 14,8 punti, 3,9 rimbalzi, 8,4 assist e 1,6 palle rubate. La NBA Development League 2008-2009 si chiuse proprio con la vittoria dei 14ers. Alla fine della stagione Gill ricevette l'NBA Development League Impact Player of the Year Award, premio conferito al giocatore più impattante tra quelli arrivati a torneo in corso.
Nel 2009-2010, con Ostenda, vinse il campionato belga con un apporto personale di 7,0 punti, 3,0 rimbalzi, 4,3 assist e 2,2 palle rubate, con il 28,0% al tiro dal campo. L'anno seguente giocò in Germania con l'EWE Baskets Oldenburg, con cui in ventisette partite di campionato mise a referto 7,1 punti, 2,2 rimbalzi, 3,4 assist e 1,4 palle rubate di media, con il 40,9% di tiri dal campo. Nel 2011-2012 invece militò nei Townsville Crocodiles della NBL australiana.

## Palmarès
- Scenic West Conference Player of the Year (1998)
- Big Sky Newcomer of the Year (1999)
- MVP of the Big Sky Tournament (1999)
- CBA All-Star (2004)
- Campione NBDL (2009)
- NBA Development League Impact Player of the Year Award (2009)
- All-NBDL First Team (2008)
- All-NBDL Third Team (2009)